# Prodidomus saharanpurensis
Prodidomus saharanpurensis är en spindelart som först beskrevs av Benoy Krishna Tikader 1982.  Prodidomus saharanpurensis ingår i släktet Prodidomus och familjen Prodidomidae. Inga underarter finns listade i Catalogue of Life.